# Aitor Karanka
Aitor Karanka de la Hoz (Vitoria-Gasteiz, Spanyolország, 1973. szeptember 18.) spanyol válogatott labdarúgó és edző.
Játékosként Spanyolországban a Athletic Bilbao és a Real Madrid csapatában szerepelt. A La Ligában 275 bajnoki mérkőzésen szerepelt. 32 évesen az MLS-be szerződött a Colorado Rapids együtteséhez.
2010-ben a Real Madridnál vállalt menedzseri munkát.

## Pályafutása

### Játékosként
1973. szeptember 18-án született a spanyolországi Vitoriában. Fiatal korában a Alavés és a Athletic Bilbao csapatában nevelkedett. 1992-ben az Athletic Club B csapatában debütált a Segunda Divisiónban.
1993-ban  került fel az Athletic Club első csapatába, amikor Jupp Heynckes vezetőedző pályára küldte a La Ligában Celta Vigo elleni bajnoki mérkőzésen. 1997-ben miután Jupp Heynckes lett a Real Madrid menedzsere Karanka is a fővárosi klubba igazolt. 33 Bajnokok Ligája mérkőzésen szerepelt a klubban és 3 címet szerzett a madridi klubbal.
A 2002-03-as szezonban visszatért az Athletic Club csapatába. 2006-ban Egyesült Államokba igazolt az MLS szereplő Colorado Rapids csapatába, pályafutása levezetéseként.

### Válogatott
A felnőtt spanyol válogatottban 1995. április 26-án kapott lehetőséget az Örmény labdarúgó-válogatott ellen az 1996-os labdarúgó-Európa-bajnokság selejtezőjén. 14 mérkőzésen szerepelt a Spanyol U21-es labdarúgó-válogatottban, amelynek tagja volt az 1996-os U21-es Európa-bajnokságon szereplő keretnek, amely az Olasz U21-es labdarúgó-válogatott ellen kapott ki a döntőben.
Karanka is tagja volt az 1996. évi nyári olimpiai játékokon részt vevő válogatottnak Atlantában. Ezek után már csak a baszk nemzeti tizenegy mezét viselte hat alkalommal.

### Edzőként
2010 júniusában nevezték ki a Real Madrid másodedzőjének, ahol José Mourinho segítője lett. Három évvel később, Mourinho távozása után Carlo Ancelotti került a kispadra, de ő saját edzőstábját hozta a klubhoz. Karanka távozott a klubtól.
2013. november 13-án a Championshipben szereplő Middlesbrough vezetőedzője lett, ahol Tony Mowbrayt váltotta a kispadon. Tíz nappal később a Leeds United FC ellen debütált a kispadon, de a mérkőzést 2-1-re elvesztették.
2018. január 8-án két és féléves szerződést kötött a Nottingham Forest csapatával.
Kezei alatt csapatát a bajnokság élmezőnyében tartotta, azonban 2019. január 11-én lemondott tisztségéről. 2020. július 31-én nevezték ki a Birmingham City csapata élére, amellyel 3 éves szerződést írt alá. 2021. március 16-án lemondott posztjáról gyenge teljesítményre hivatkozva. Utódja Lee Bowyer lett.
2021 májusában online edzői konferenciát szervezett a Spanyol labdarúgó-szövetséggel együttműködve AK Coaches' World néven. Központba hozva a női labdarúgást, a részvevők között volt Ronaldo, Julen Lopetegui, Monchi, Iraia Iturregi, Jorge Vilda és Mila Martínez. 2022. április 17-én a Granada elbocsájtotta Rubén Torrecilla ideiglenes vezetőedzőt a Levante ellen 4–1-re elvesztett bajnoki mérkőzést követően és Karankát nevezték ki a helyére, hogy elkerülje a kiesést. Három nappal később gól nélküli döntetlennel debütált az Atlético Madrid ellen. 2022. november 8-án menesztették.
2023. január 4-én az izraeli Makkabi Tel-Aviv szerződtette.

## Sikerei, díjai

### Klub
- Real Madrid:
  - Bajnokok Ligája (3): 1997–98, 1999–00, 2001–02
  - Spanyol bajnokság (1): 2000–01
  - Interkontinentális kupa (1): 1998
  - Spanyol szuperkupa (2): 1997, 2001
  - Európai szuperkupa (1): 2002

### Válogatott
- Spanyolország U21:
  - U21-es labdarúgó-Európa-bajnokság: 
    - Döntős: 1996
    - Bronzérmes: 1994

## Statisztika

### Klubcsapatokban
| Klub            | Szezon         | Bajnokság           | League | League | Nemzeti kupa | Nemzeti kupa | Nemzetközi | Nemzetközi | Egyéb | Egyéb | Összesen | Összesen |
| Klub            | Szezon         | Bajnokság           | Mérk.  | Gólok  | Mérk.        | Gólok        | Mérk.      | Gólok      | Mérk. | Gólok | Mérk.    | Gólok    |
| --------------- | -------------- | ------------------- | ------ | ------ | ------------ | ------------ | ---------- | ---------- | ----- | ----- | -------- | -------- |
| Athletic Bilbao | 1993–94        | La Liga             | 18     | 0      | 0            | 0            | 0          | 0          | 0     | 0     | 18       | 0        |
| Athletic Bilbao | 1994–95        | La Liga             | 32     | 1      | 2            | 0            | 4          | 0          | 0     | 0     | 38       | 1        |
| Athletic Bilbao | 1995–96        | La Liga             | 31     | 0      | 3            | 0            | 0          | 0          | 0     | 0     | 34       | 0        |
| Athletic Bilbao | 1996–97        | La Liga             | 37     | 1      | 2            | 0            | 0          | 0          | 0     | 0     | 39       | 1        |
| Athletic Bilbao | Összesen       | Összesen            | 118    | 2      | 7            | 0            | 4          | 0          | 0     | 0     | 129      | 2        |
| Real Madrid     | 1997–98        | La Liga             | 18     | 0      | 2            | 0            | 5          | 0          | 2     | 0     | 27       | 0        |
| Real Madrid     | 1998–99        | La Liga             | 4      | 0      | 3            | 0            | 0          | 0          | 0     | 0     | 7        | 0        |
| Real Madrid     | 1999–00        | La Liga             | 22     | 0      | 3            | 0            | 11         | 0          | 4     | 0     | 40       | 0        |
| Real Madrid     | 2000–01        | La Liga             | 35     | 0      | 0            | 0            | 11         | 0          | 2     | 0     | 48       | 0        |
| Real Madrid     | 2001–02        | La Liga             | 14     | 0      | 7            | 0            | 6          | 0          | 0     | 0     | 27       | 0        |
| Real Madrid     | Összesen       | Összesen            | 93     | 0      | 15           | 0            | 33         | 0          | 8     | 0     | 149      | 0        |
| Athletic Bilbao | 2002–03        | La Liga             | 24     | 2      | 1            | 0            | 0          | 0          | 0     | 0     | 25       | 2        |
| Athletic Bilbao | 2003–04        | La Liga             | 34     | 0      | 1            | 0            | 0          | 0          | 0     | 0     | 35       | 0        |
| Athletic Bilbao | 2004–05        | La Liga             | 6      | 0      | 3            | 0            | 3          | 0          | 0     | 0     | 12       | 0        |
| Athletic Bilbao | 2005–06        | La Liga             | 0      | 0      | 0            | 0            | 0          | 0          | 0     | 0     | 0        | 0        |
| Athletic Bilbao | Összesen       | Összesen            | 64     | 2      | 5            | 0            | 3          | 0          | 0     | 0     | 72       | 2        |
| Colorado Rapids | 2006           | Major League Soccer | 27     | 0      | 0            | 0            | 0          | 0          | 0     | 0     | 27       | 0        |
| Teljes karrier  | Teljes karrier | Teljes karrier      | 302    | 4      | 27           | 0            | 40         | 0          | 8     | 0     | 377      | 4        |

### A válogatottban
| Nemzeti csapat | Év(ek)   | Mérk. | Gólok |
| -------------- | -------- | ----- | ----- |
| Spanyolország  | 1995     | 1     | 0     |
| Összesen       | Összesen | 1     | 0     |

### Edzőként
Legutóbb 2023. január 7-én lett frissítve.
| Klub              | -tól               | -ig               | Összesen | Összesen | Összesen | Összesen | Összesen   |
| Klub              | -tól               | -ig               | J        | Gy       | D        | V        | Győzelmi % |
| ----------------- | ------------------ | ----------------- | -------- | -------- | -------- | -------- | ---------- |
| Middlesbrough     | 2013. november 13. | 2017. március 16. | 171      | 80       | 42       | 49       | 46.78      |
| Nottingham Forest | 2018. január 8.    | 2019. január 11.  | 52       | 16       | 19       | 17       | 30.77      |
| Birmingham City   | 2020. július 31.   | 2021. március 16. | 38       | 8        | 11       | 19       | 21.05      |
| Granada           | 2022. április 18.  | 2022. november 8. | 21       | 8        | 7        | 6        | 38.1       |
| Makkabi Tel-Aviv  | 2023. január 4.    | jelenleg is       | 1        | 1        | 0        | 0        | 100        |
| Összesen          | Összesen           | Összesen          | 283      | 113      | 79       | 91       | 39.93      |

## Magánélete
Öccse, David Karanka szintén labdarúgó. Csatárként szerepelt az Athletic Bilbao első csapatában, azonban pályafutása nagy részét a másod-, harmad- és negyedosztályú ligákban töltötte.